# Словик (Свентокшиське воєводство)
Словик (пол. Słowik) — село в Польщі, у гміні Сіткувка-Новіни Келецького повіту Свентокшиського воєводства.
У 1975-1998 роках село належало до Келецького воєводства.